# Římskokatolická farnost Horní Věstonice
Římskokatolická farnost Horní Věstonice je územní společenství římských katolíků s farním kostelem svaté Rozálie v obci Horní Věstonice v mikulovském děkanství v rámci brněnské diecéze.

## Historie farnosti
Kostel sv. Rozálie pochází z třetí čtvrtiny 18. století. Významným donátorem stavby nového kostela byl rod Dietrichsteinů, jejichž kartuš s erbem se nachází v průčelí kostela. Velká část vnitřního vybavení kostela pochází z roku 1853, kdy byla provedena celková rekonstrukce.

## Duchovní správci
Administrátorem excurrendo byl od 6. října 2012 R. D. Mgr. Oldřich Chocholáč. Od 1. srpna 2019 je jím R. D. Mgr. Pavel Pacner.

## Bohoslužby
| Kostel        | Místo           | Bohoslužba (den) | Hodina                    | Poznámka     |
| ------------- | --------------- | ---------------- | ------------------------- | ------------ |
| svaté Rozálie | Horní Věstonice | neděle           | 17.00 (zima)/18.00 (léto) | farní kostel |

## Aktivity ve farnosti
Dnem vzájemných modliteb farností za bohoslovce a bohoslovců za farnosti brněnské diecéze je 26. leden. Adorační den připadá na neděli po 4. dubnu.
Fara v Horních Věstonicích byla v roce 2009 zrekonstruována a v roce 2014 nově vybavena. Slouží jako penzion.
Ve farnosti se pravidelně pořádá tříkrálová sbírka. V roce 2015 se při ní vybralo 15 150 korun.Při sbírce v roce 2016 činil výtěžek 13 835 korun.
V kostele se každoročně koná adventní koncert dětí z Dolních Věstonic a dvakrát ročně se sem na bohoslužbu sjíždí potomci německých obyvatel odsunutých po druhé světové válce.